# Ministerie van Gezondheid, Arbeid en Welzijn

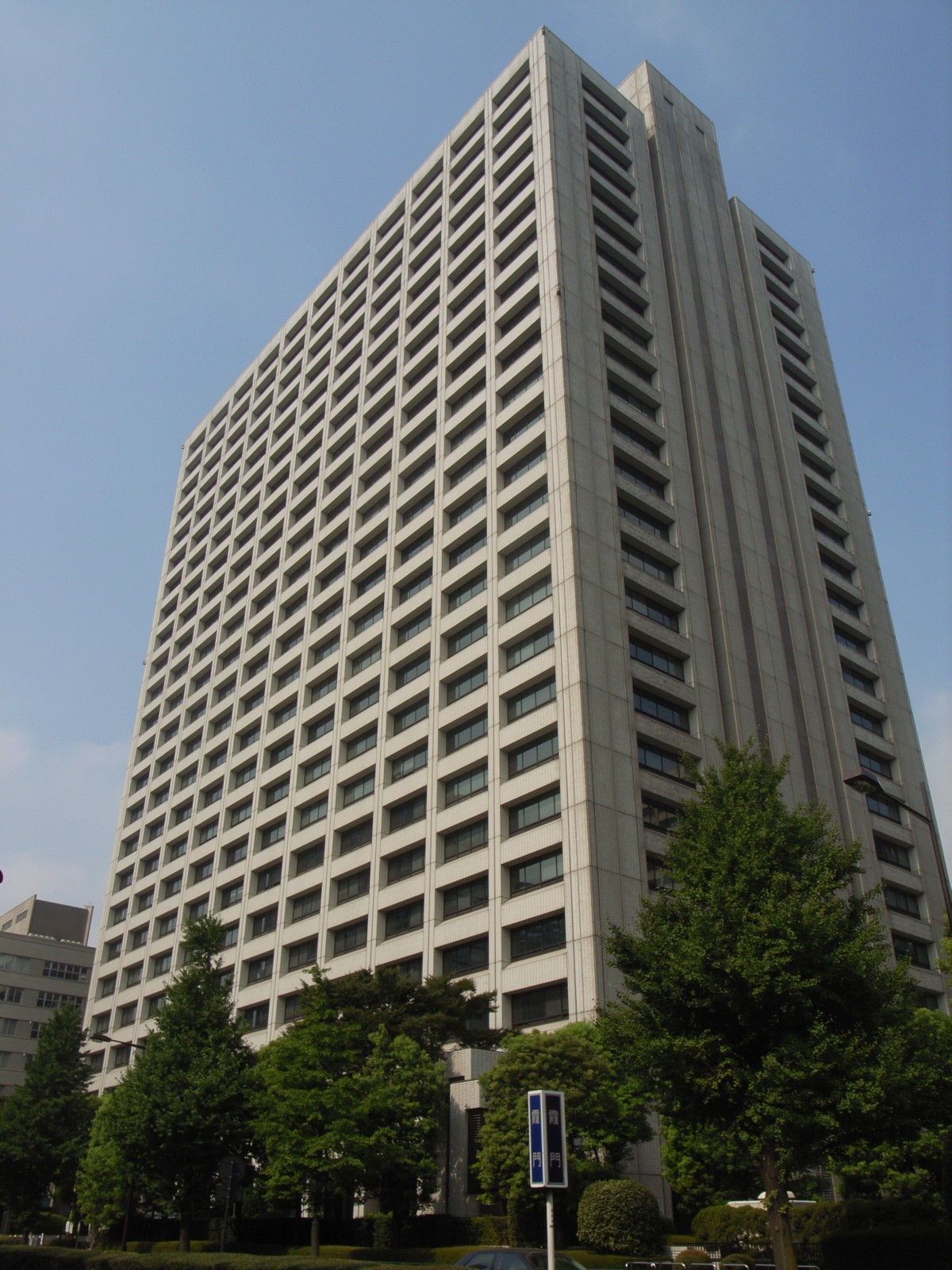
Het hoofdgebouw van het ministerie van Gezondheid, Arbeid en Welzijn

Het ministerie van Gezondheid, Arbeid en Welzijn (厚生労働省 Kōsei-rōdō-shō, afgekort: MHLW) is een onderdeel van de Overheid van Japan en staat beter bekend als  Kōrō-shō (厚労省). Het ministerie is een samenvoeging van het voormalige ministerie van Arbeid en Welzijn (厚生省, Kōsei-shō) en het ministerie van Arbeid (労働省, Rōdō-shō) op 6 januari 2001 als onderdeel van een reorganisatie van de Japanse ministeries. Het hoofdgebouw van de huidige ministerie bevindt zich in Tokio en heeft verschillende afdelingen en er werken ongeveer 30000 mensen in de gehele organisatie. Een van deze 30000 mensen is de huidige minister Norihisa Tamura (田村 憲久) en hij wordt gekozen door de premier van Japan.

## Geschiedenis
- De voorloper zijn de Gezondheid en Publieke zaken afdelingen van het ministerie van Binnenlandse zaken (内務省, naimushō)
- 11 januari 1938 werd het ministerie van Gezondheid en Welzijn (厚生省, kōseishō) opgericht door een decreet
- 1 maart 1946 werd Centrale Arbeidsrelaties Commissie (中央労働委員会, chūourōdōiinkai) opgericht met de vakbondswet van 1945[2]
- 1 september 1947 werd het Ministerie van Gezondheid, Arbeid en Welzijn door een wet opgericht
- 1 juni 1949 werd het ministerie van Gezondheid en Welzijn afgeschaft
- 1 juli 1962 werd Dienst Sociale Zekerheid (社会保険庁, shakaihokenchō) opgericht als extern bureau van het ministerie
- 6 januari 2001 werd ministerie van Arbeid opgeheven door de Wet inzake oprichting ministerie van Gezondheid, Arbeid en Welzijn[3]
- 1 januari 2010 werd de Dienst Sociale Zekerheid opgeheven
- 1 april 2016 kreeg het ministerie een deel van de maatregelen van de Fundamentele Wet Maatregelen tegen Zelfmoord[4]

## Organisatie

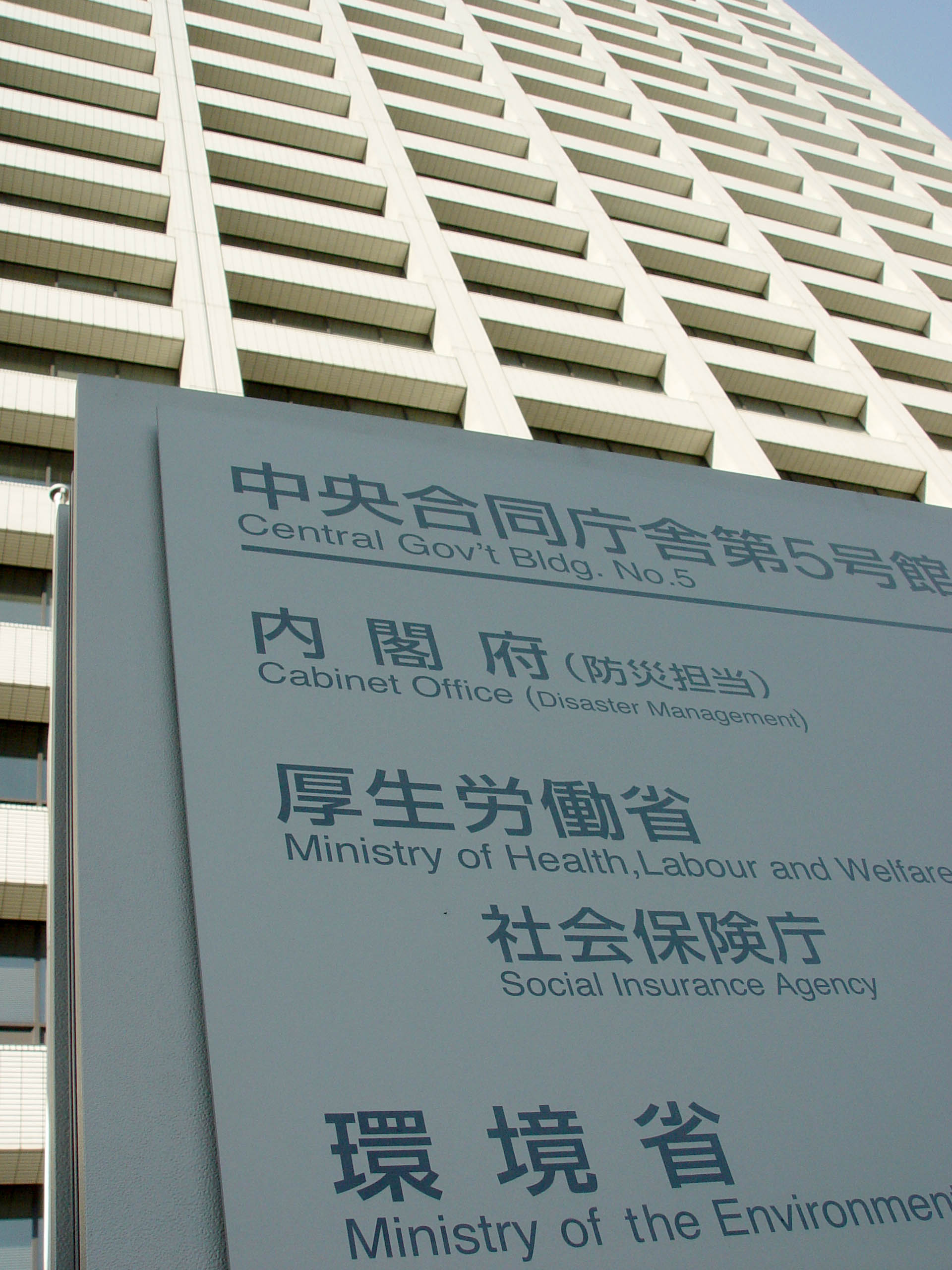
Centrale overheidsgebouw nummer vijf (uit 2005)

Het ministerie bestaat uit de volgende departementen:
- Het secretariaat van de minister (inclusief het Statistiek en Informatie departement)
- Het agentschap van het gezondheidsbeleid
- Bureau van de gezondheidszorg
- Farmaceutische en voedselveiligheidsbureau
- Bureau van de arbeidsnormen
- Bureau zekerheid van werkgelegenheid
- Bureau ontwikkeling van personeelsbeleid
- Bureau gelijke werkgelegenheid, kinderen en families
- Bureau Sociale Zaken en hulpverlening oorlogsslachtoffers
- Bureau gezondheid- en welzijnszorg voor de ouderen
- Bureau van de ziekteverzekering
- Pensioenbureau
- Directeur-generaal voor beleidsplanning en -evaluatie
- Gelieerde onderzoeksinstellingen
- Verscheidene raden
- Regionale departementen
- Externe bureaus: Centrale Arbeidsrelaties Commissie en Japanse Pensioen Dienstverlening

Bij het ministerie werken er in 2013 circa 31582 medewerkers, waarvan 8597 vrouwen.

## Huisvesting
Het hoofdgebouw bevindt zich op 1-2-2 Kasumigaseki in de wijk Chiyoda in Tokio. In deze wijk bevinden zich de meeste gebouwen van het Japanse parlement en het keizerlijke paleis. Het gebouw ligt tussen uitgang C1 en B3 van het Kasumigaseki station. Het ministerie deelt samen met het ministerie van milieu de ruimte in de centrale overheidsgebouw nummer vijf. De centrale overheidsgebouw nummer vijf heeft 29 verdiepingen, waarvan 26 bovengronds en 3 ondergronds, en het gebouw omvat 6,178.80 m².

## Trivia
- Op 20 maart 1995 vond een sarin-gasaanval plaats in de buurt van het ministerie op de Kasumigaseki station.[9]